# يوسف فاخوري
يوسف فاخوري (1909- 1967 م) أديب وشاعر لبناني. 

## سيرته
ولد يوسف فاخوري في مجدلون (قضاء بعلبك) سنة 1909، ونشأ على طلب العلم ونظم الشعر، وقد هاجم بشعره أولي الأمر فطورد ولم يجد بُداً من المهاجرة، فانتقل إلى البرازيل حيث انصرف إلى التجارة والصناعة، وأصبح من ألمع وجوه الجالية اللبنانية هناك. وكان في فترات فراغه ينصرف إلى الشعر معبّراً عمّا في نفسه من آمال وآلام. ترك ديوانًا شعريًّا حافلًا بالعاطفة الرقيقة، طُبع في بيروت سنة 1966 بعنوان (نوى)، وقدَّم له الشاعر شكر الله الجر ونسيبه واضع هذا الكتاب. 

## شعره
قال  شكر الله الجر في مقدمة الديوان (نوى): « الذي يعجبني من الشاعر الفاخوري انه بالرغم مما أوتيه من نِعمِ العيش وإقبال الدنيا عليه مالا وجمالاً وأنسالاً، تكاد لا تلمح ظلاً في شعره لما يتقلب في أعطافه من عطف الحياة، بل على عكس ما يتصور فيه من جهله من أبناء بيئته وقد فاته أن يلمس بشعره ذلك البث الشجي من روحه، وتلك السهولة في التعبير عن عاطفته، على صدق وصفاء وحلاوة في الأداء تعطيك كلها صورة عن شخصيته الطيبة ومشاعره الإنسانية النبيلة.» من جميل شعره قوله: 
| يوسف فاخوري | ليلى سلي الليل كم غصت سكينتهبجهشة الوتر الباكي لأحزانيفلا الكواكب عادت بعدُ تعرفنيولا العنادل عادت بعدُ تهوانيولا الشجيرات ترضى أن تظللنيحتى الظلام صديقي كاد ينساني | يوسف فاخوري |

 وقال الجر: « إنّ من أفرغت عرائس الشعر على روحه غلالة ناصعة من الشاعرية يزدهي بجمال ألوانها أمام الأجيال الطالعة، ولو لبس معها بروداً مُطرزة بالذهب لما حفل بها ولا أبهَ لأمرها، ولو سكن القصور المزخرفة يكسف بريق أنوارها نور الشمس وتشمخ قبابها إلى النجوم يظلّ أبداً يذكر بيتاً قديماً حَبا حَبْوَه بين جدرانه، وجدولاً استحمّ بمائه، وصفصافة أوى إلى ظلها، وسنديانة تأرجح بين أغصانها، وأرزاً أطلّ من أعاليه على الدنيا، لابدّ له من هتفة يهتف بها من أعماق قلبه في فورة الحنين:»
| يوسف فاخوري | أرز لبنان يعلم الله أنّاما برحنا على العهود الأواليعلّلتنا النوى بنيل الأمانيوالتعلات من هزيل المقالقد حملناك في القلب وسرنافي ميادينها الصعاب الطوال | يوسف فاخوري |

وهكذا كان الشاعر الفاخوري أحد العلامات الفارقة في تاريخ الأدب اللبناني والعربي.